# PM10
Se denomina PM10 a las partículas en suspensión atmosférica con un diámetro aerodinámico igual o inferior a 10 µm (1 micrómetro corresponde la milésima parte de 1 milímetro). Se corresponde con la fracción fina y gruesa del material particulado de la atmósfera y pueden ser sólidas o líquidas. Están formadas principalmente por compuestos inorgánicos como silicatos y aluminatos, metales pesados, entre otros, y material orgánico asociado a partículas de carbono (hollín).Su origen puede ser tanto de fuentes naturales (tormentas de arena, erupciones volcánicas, incendios forestales, etc.) como de la actividad humana (tráfico, especialmente vehículos diésel, incineradoras, calefacciones de carbón, minería, procesos industriales, etc.).

## Efectos sobre la salud humana
La contaminación atmosférica por material particulado es una alteración de la composición natural de la atmósfera  que puede producirse tanto  por causas naturales, como por la acción humana (causas antropogénicas), pero que en cualquier caso puede tener serias incidencias en la salud humana, así como en la de los ecosistemas.
Al ser más grandes quedan en buena parte retenidas en las porciones superiores del aparato respiratorio, como las fosas nasales o los grandes bronquios. Resultan menos perjudiciales para la salud que las partículas de menor tamaño, inferiores a 2,5 µm de diámetro aerodinámico (PM2,5), pero no son totalmente inocuas, ya que pueden generar crisis asmáticas cuando su concentración en el aire es relativamente alta. Además, la exposición prolongada o repetitiva a las PM10 puede provocar efectos nocivos en el sistema respiratorio de la persona, por lo que la Directiva 2008/50/CE  indica que para la protección de la salud no pueden superarse los 50 microgramos por metro cúbico durante 24 horas más de 35 veces por año civil. En casos extremos, cuando la concentración de partículas alcanza niveles muy superiores a los 50 μg/m3 de aire, esta materia en suspensión puede provocar disminución de la función pulmonar, desencadenar una crisis asmática en las personas que padecen esta enfermedad o empeorar la situación clínica de los pacientes con problemas respiratorios o cardíacos, aumentando el número de urgencias e ingresos hospitalarios.

## Fuentes de PM_{10}

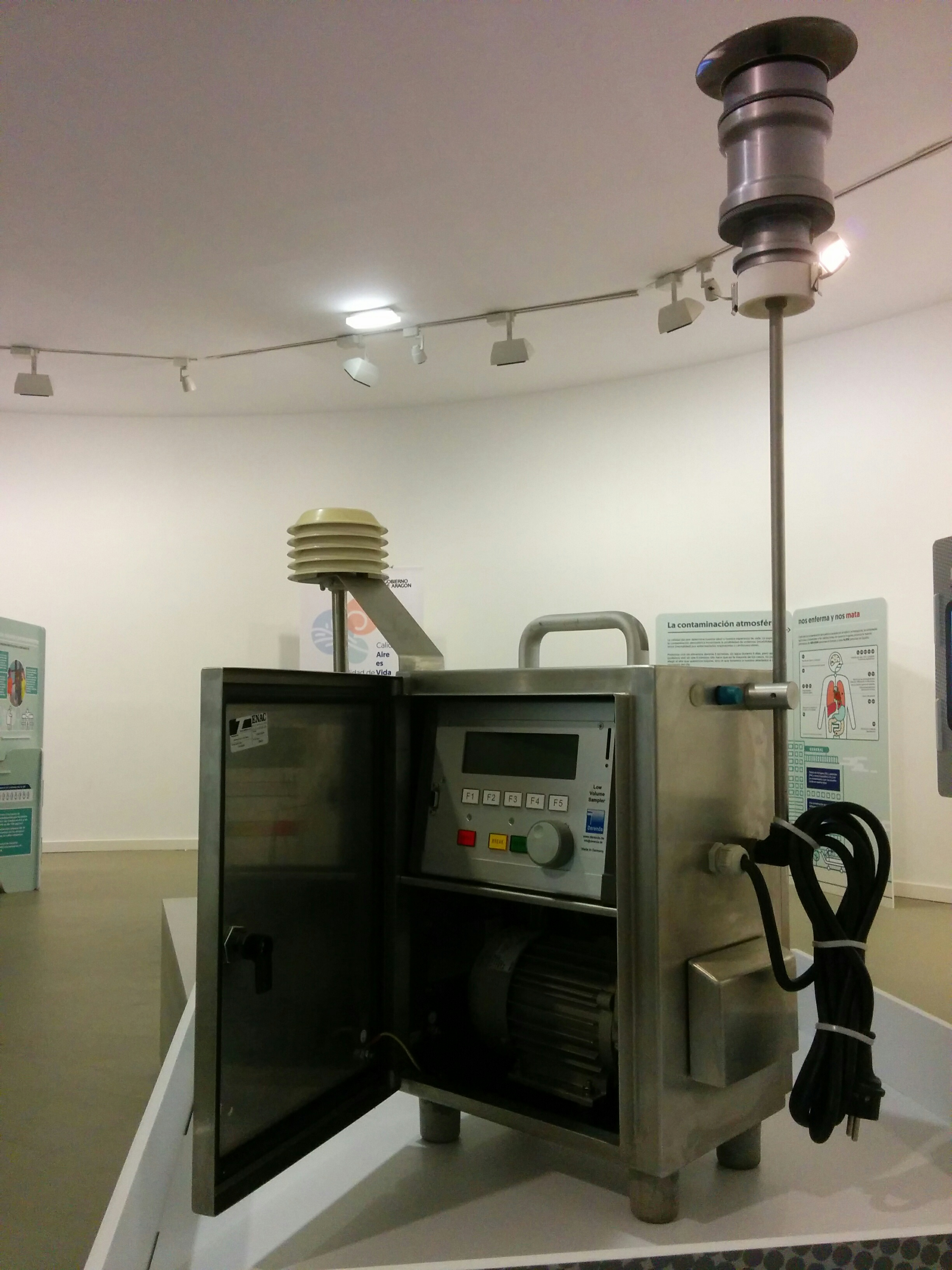
Aparato para medir PM10.

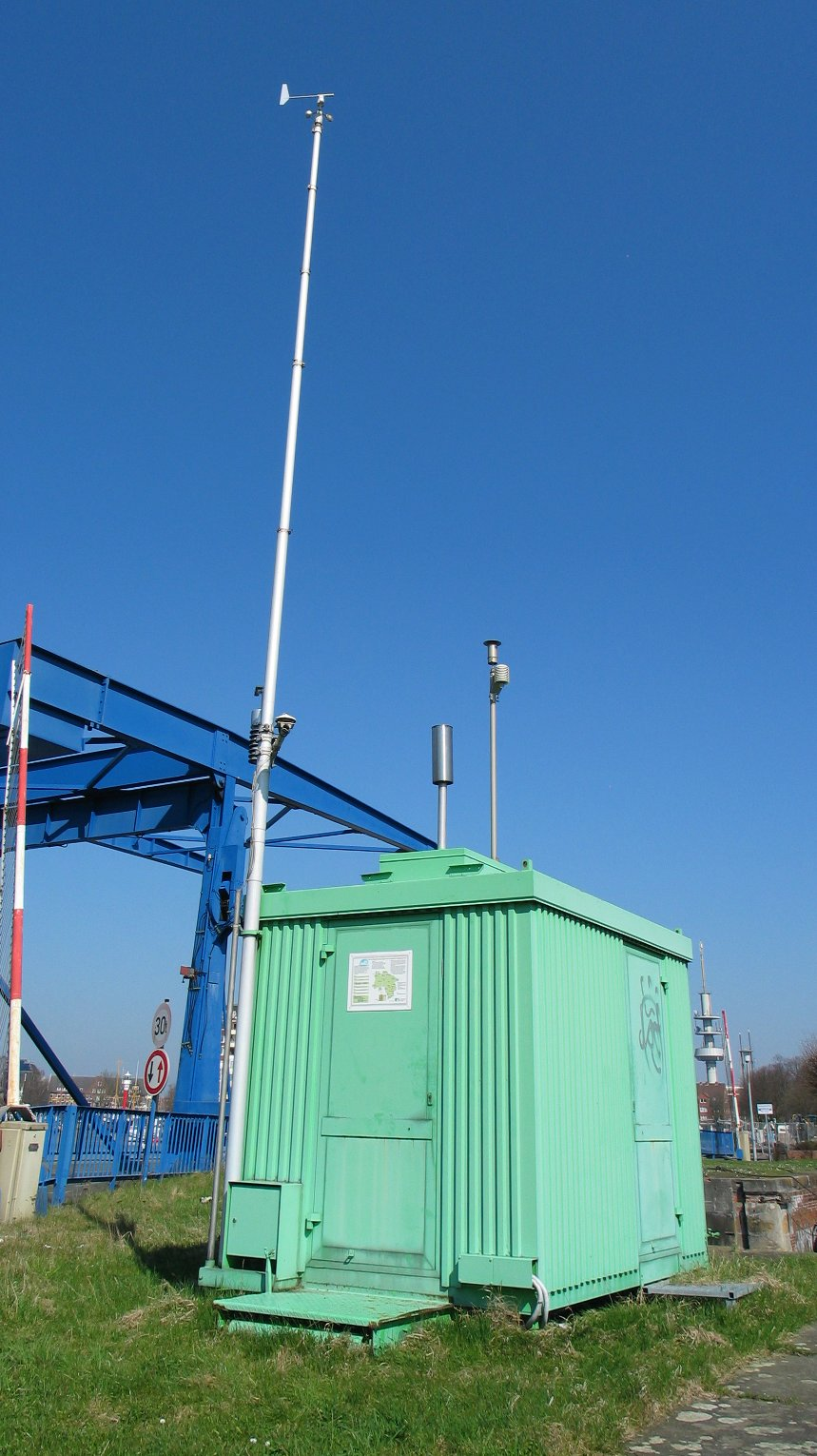
Medidor de contaminación del aire en Emden, Alemania.